# Ptyctolaemus
Ptyctolaemus — рід агамідових ящірок з Південної Азії.

## Види
Є три види:
- Ptyctolaemus chindwinensis Liu, Hou, Lwin, & Rao, 2021
- Ptyctolaemus collicristatus Schulte & Vindum, 2004
- Ptyctolaemus gularis (Peters, 1864)